# Donna VanLiere
Donna VanLiere (...) è una scrittrice statunitense, specializzata in romanzi sul Natale.
Il suo primo libro, Una sorpresa sotto l'albero, è stato un bestseller del New York Times, mentre da diversi altri romanzi sono stati realizzati alcuni film televisivi.

## Opere
- Una sorpresa sotto l'albero (The Christmas Shoes) (2001)
- The Christmas Blessing (2003)
- The Christmas Hope (2005)
- The Christmas Promise (2007)
- The Angels of Morgan Hill (2008)
- The Christmas Secret (2009)
- Finding Grace (2009)
- The Christmas Journey (2010)
- The Christmas Note (2011)
- The Good Dream (2012)
- The Christmas Light (2014)
- The Christmas Town (2016)
- The Christmas Star (2018)

## Trasposizioni televisive
| Anno | Film                                         | Tratto da                   |
| ---- | -------------------------------------------- | --------------------------- |
| 2002 | Le scarpette di Maggie (The Christmas Shoes) | Una sorpresa sotto l'albero |
| 2005 | Miracolo di Natale (The Christmas Blessing)  | The Christmas Blessing      |
| 2009 | Un regalo speciale (The Christmas Hope)      | The Christmas Hope          |
| 2014 | Seguendo una stella (The Christmas Secret)   | The Christmas Secret        |
| 2015 | Lettera di Natale (The Christmas Note)       | The Christmas Note          |
| 2019 | Christmas Town                               | The Christmas Town          |